# Mamadou Baadiko Bah
Pour les articles homonymes, voir Ba (nom de famille).
Mamadou Baadiko Bah né en 1948, est un député et homme politique guinéen.

## Biographie
Mamadou Bah Baadiko né vers 1948, est un expert-comptable formé en France. Héritier du professeur Alpha Sow, intellectuel guinéen de la diaspora, fondateur en 1991 de l'Union des forces démocratiques (UFD). Mamadou Bah Baadiko est un ancien cadre de la Fédération des étudiants africains noirs de France (FEANF),. 

### Parcours politique
Mamadou Bah Baadiko est l'un des 24 candidats du scrutin du 27 juin 2010. Il a été éliminé au premier tour, avec 0,19 % des suffrages et fait partie des candidats qui n'ont pas officiellement rallié de camp lors du second tour de l’élection présidentielle.
En 2013, il participe aux élections législatives et son parti ne remporte aucun siège à l'assemblée nationale puis en 2020, il se représente au élections législatives et remporte un siège. Il devient membre de la commission éducation à la 9e législature de la république de Guinée.